# Wotje
Wotje (Wōjjā en marshallais) est un atoll corallien de 75 îles de l'océan Pacifique qui forme un district législatif de la chaîne Ratak des Îles Marshall. La superficie de Wotje de 8,18 km2 et comprend une lagune de 624 km2. L'atoll est orienté d'est et ouest et mesure 45 km à son point le plus long et 18 km) à sa plus grande largeur. En 1999, la population des îles de l'atoll était de 900 habitants. En 2007, la population était de près de 1 000 habitants, dont environ 200 adolescents qui vivent sur l'île à l'internat public, le Northern Islands High School. En 2011, la population est de 859 habitants. L'atoll de Wotje comprend un certain nombre d'îlots, dont Wotje (le plus grand), Bodao, Enejeltalk, Ukon, Wetwirok, Kaiken, Wormej, Kimajo, Ninum et Kaben. Environ 125 personnes vivent à Wodmej. Toutes les autres îles sont inhabitées et ne sont utilisées que pour la production de coprah, les pique-niques et la cueillette. Son maire est Ota Kisino.
Il y a quatre églises sur Wotje et plusieurs magasins, mais le plus grand est Mama Store, géré par la famille Tomeing-Johnny. L'atoll de Wotje a quatre écoles : Wodmej Elementary School, Wotje Elementary School, St. Thomas Elementary School, et Northern Islands High School. Les trois premières sont des écoles publiques, financées par le Ministère de l'éducation nationale. St. Thomas est géré par les Maryknoll Sisters of the Catholic Church.
Wotje est desservi par des bateaux plusieurs fois par an qui apportent du riz, de la farine et du sucre. De plus, le gouvernement local et le sénateur gèrent un petit navire, le Northern Star, qui fait des voyages plus fréquents. Les services aériens sont fournis par Air Marshall Islands à l'aéroport de Wotje.

## Historique

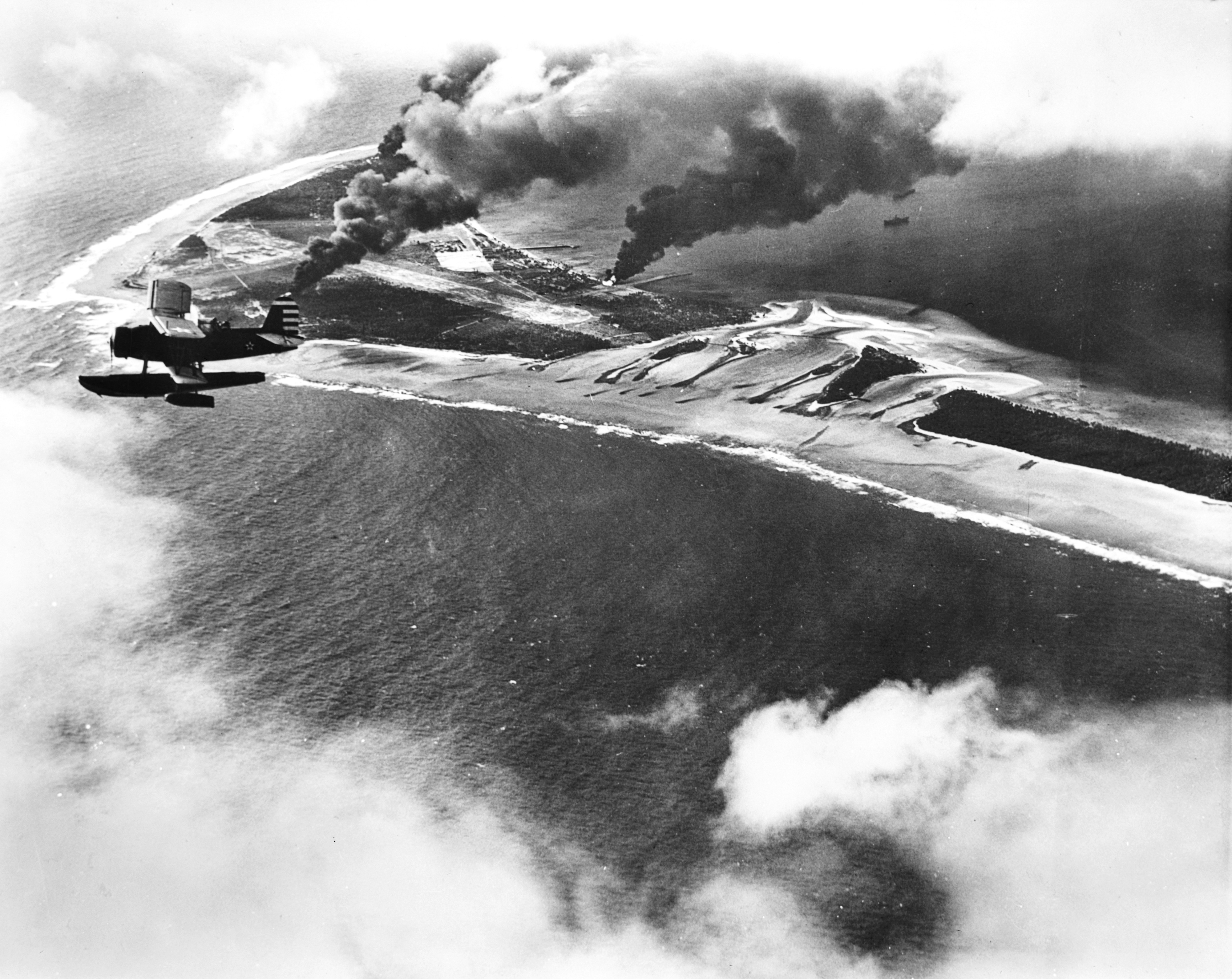
L'îlot de Wotje en février 1942

La première observation rapportée par les Européens de Wotje fut celle de l'expédition espagnole de Ruy López de Villalobos, le 25 décembre 1542, qui appela l'atoll Los Corales en raison des nombreux coraux et de leur ancrage. Un des îlots de cet atoll porte le nom de San Esteban car l'expédition y a débarqué le jour de la Saint-Étienne (26 décembre 1542),,.
L'atoll de Wotje a été revendiqué par l'Empire allemand avec le reste des îles Marshall en 1884, et les Allemands ont établi un avant-poste commercial. Après la Première Guerre mondiale, l'île a été placée sous le mandat du Pacifique sud de l'empire du Japon. Les japonais ont établi une école sur l'île, qui desservait les atolls de la chaîne du Ratak, mais ils ont laissé l'administration entre les mains des autorités locales.
Cependant, à partir de la fin des années 1930, Wotje est devenue une importante base japonaise d'hydravions et possédait également un terrain d'aviation avec deux pistes d'atterrissage pour les avions terrestres et plusieurs centaines de bâtiments de soutien. Pendant la Seconde Guerre mondiale, l'atoll a été occupé par les Japonais. Les côtes étaient fortement fortifiées avec de l'artillerie côtière et des batteries antiaériennes. Le seul bombardement d'Hawaï après Pearl Harbor a été exécuté par des hydravions de Wotje.
La garnison japonaise à Wotje à son apogée comptait 2 959 hommes de la marine impériale japonaise, 424 hommes de l'armée impériale japonaise et quelque 750 travailleurs civils. À partir du milieu de l'année 1943, l'île a été attaquée par des avions de transport de la marine américaine et a été fréquemment bombardée par des navires de guerre. La fréquence et la gravité des attaques ont augmenté après la chute de Majuro et de Kwajalein aux forces américaines, et toutes les lignes de ravitaillement de Wotje ont été coupées. Par la reddition du Japon, seuls 1244 hommes de la garnison sont restés en vie.
Après la fin de la Seconde Guerre mondiale, Wotje est passée sous le contrôle des États-Unis en tant que partie du territoire sous tutelle des îles du Pacifique jusqu'à l'indépendance des îles Marshall en 1986. De nombreux artefacts de la Seconde Guerre mondiale demeurent sur l'île principale de Wotje, y compris une grande piste d'atterrissage en béton, des bunkers et de gros canons.